# Ole Erik Petersen
Ole Erik Gunnar Petersen (Frederiksberg, 30 de diciembre de 1934) es un deportista danés que compitió en vela en la clase Flying Dutchman.
Participó en dos Juegos Olímpicos de Verano en los años 1960 y 1964, obteniendo una medalla de plata en Roma 1960 en la clase Flying Dutchman. Ganó dos medallas en el Campeonato Europeo de Flying Dutchman, oro en 1960 y plata en 1964.

## Palmarés internacional
| Juegos Olímpicos   | Juegos Olímpicos         | Juegos Olímpicos | Juegos Olímpicos |
| Año                | Lugar                    | Medalla          | Clase            |
| ------------------ | ------------------------ | ---------------- | ---------------- |
| 1960               | Roma (Italia)            | Medalla de plata | Flying Dutchman  |
| Campeonato Europeo |                          |                  |                  |
| Año                | Lugar                    | Medalla          | Clase            |
| 1960               | Sandhamn (Suecia)        | Medalla de oro   | Flying Dutchman  |
| 1964               | Whitstable (Reino Unido) | Medalla de plata | Flying Dutchman  |